# Plessis-du-Mée
Pour les articles homonymes, voir Plessis (homonymie).
Plessis-du-Mée est une ancienne commune du département de l'Yonne qui, avec les communes de Courceaux, Grange-le-Bocage (et son hameau Courroy), Sognes, Vertilly et Villiers-Bonneux, fusionna, le 1er juillet 1972, dans la formation d'une nouvelle commune : Perceneige. Le village est une section de cette nouvelle commune.

## Géographie
Le village est traversé par la route D147.

## Toponymie
Le nom de la localité est attesté sous la forme Plasseium en 1150.
Le terme médiéval de plessis évoque à l'origine « une haie tressée » ou « une rangée d'arbres attachés les uns aux autres », formant ainsi une défense ; par la suite, ce terme passait au bâtiment protégé par ces haies, souvent une (petite) forteresse ou un (petit) château. Ainsi, en Île-de-France et les régions limitrophes, ce terme désigne souvent un "château", comme ici à Plessis-du-Mée[réf. nécessaire].

## Lieux et monuments

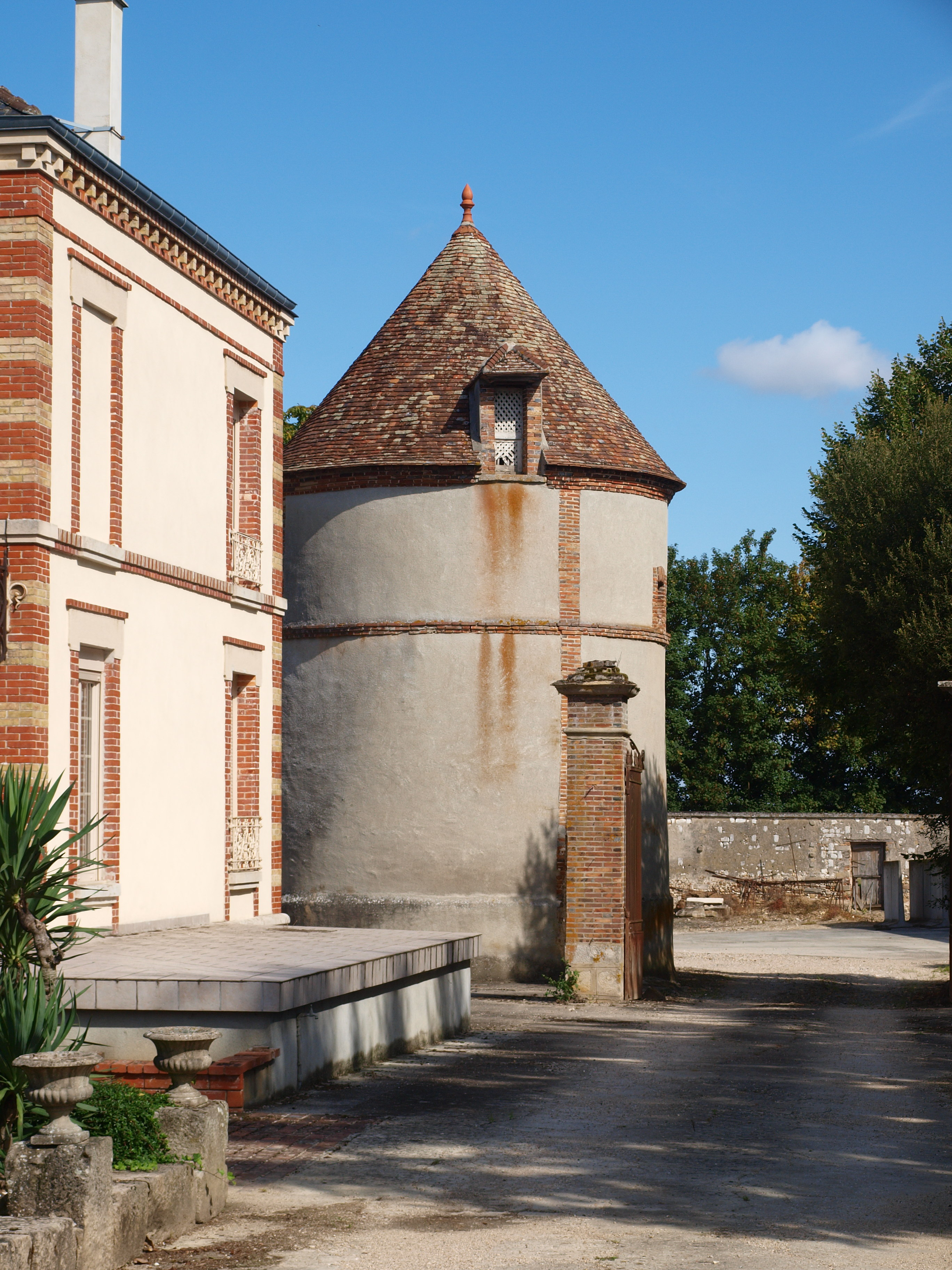
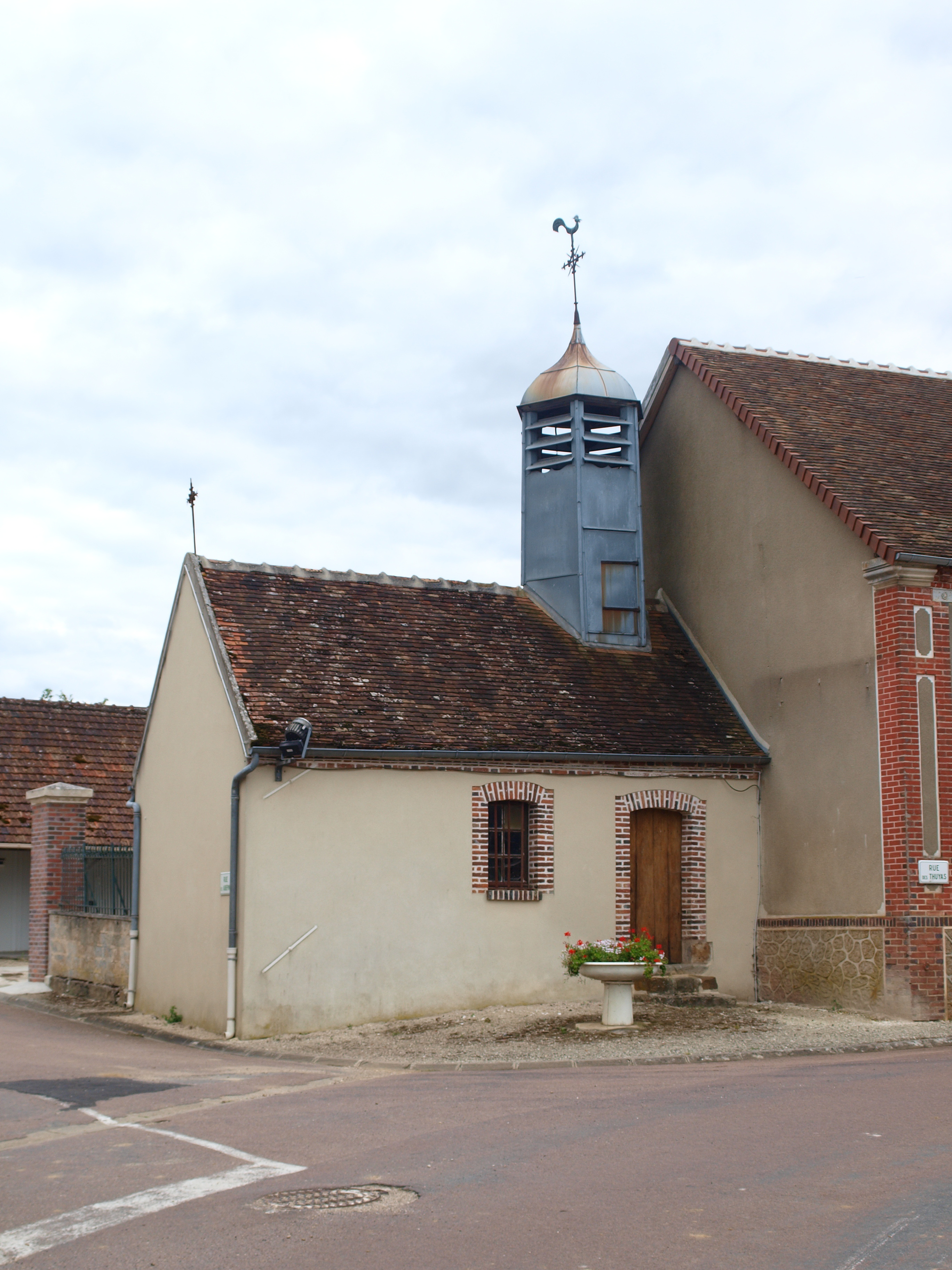
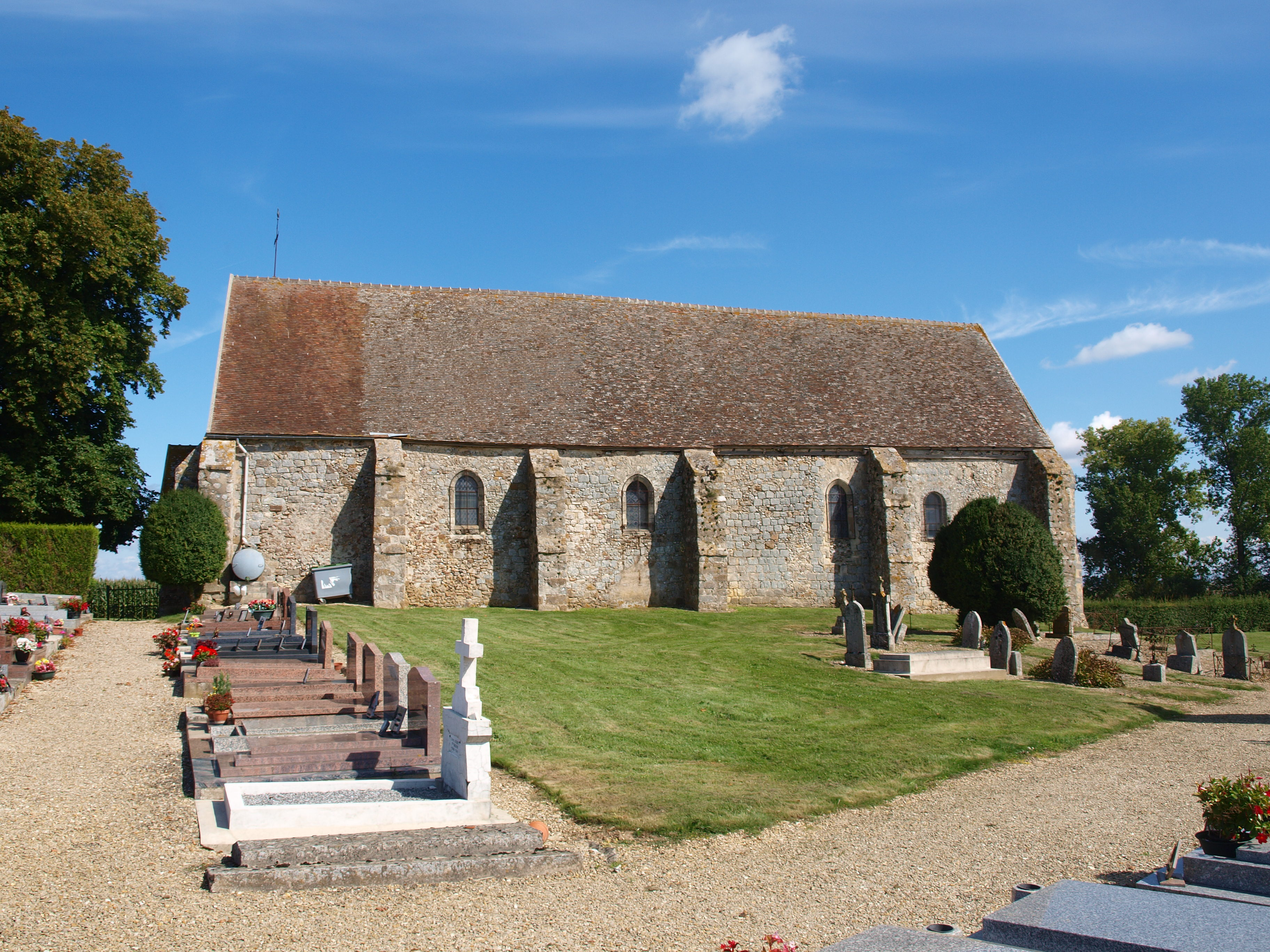
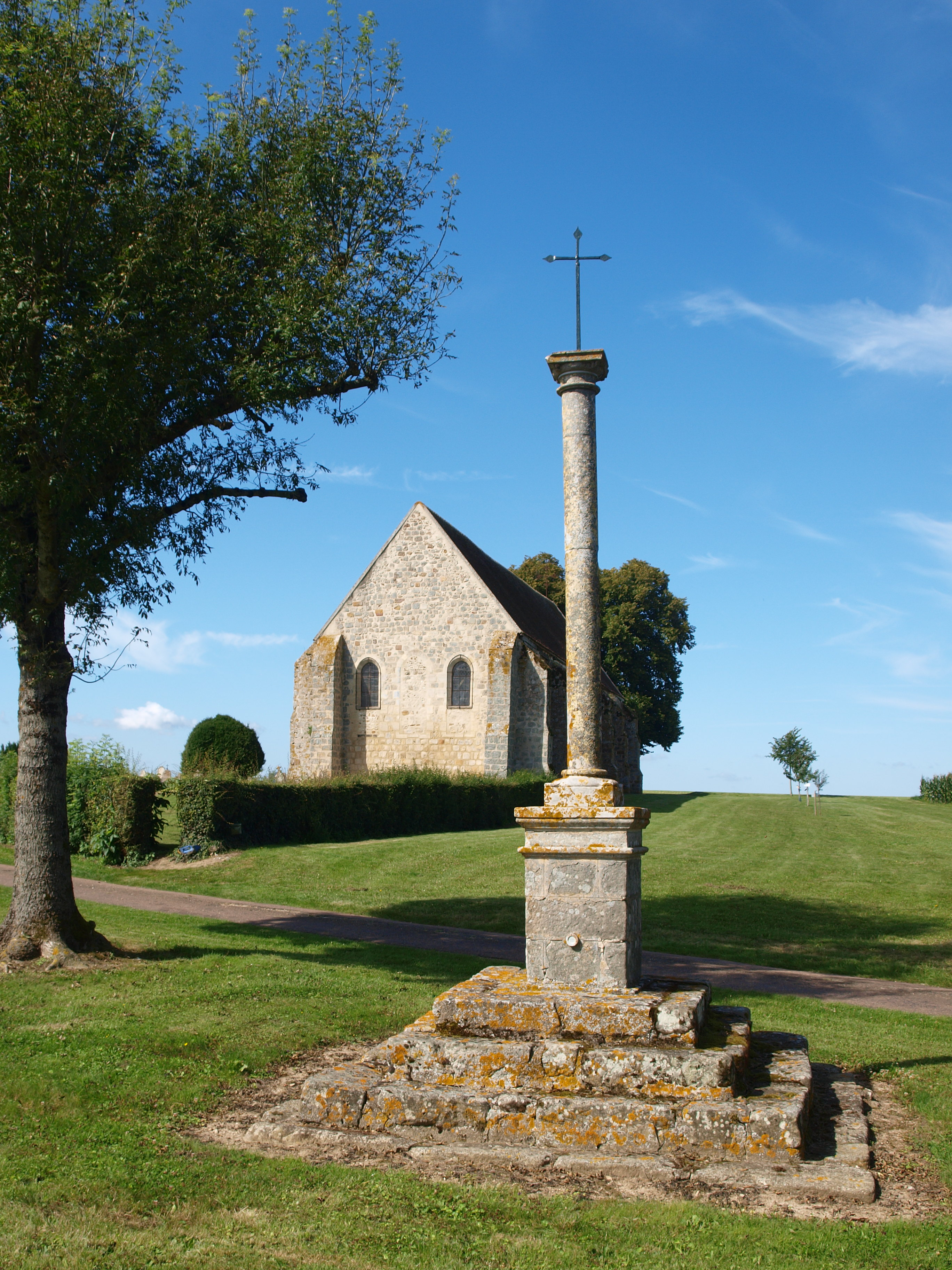
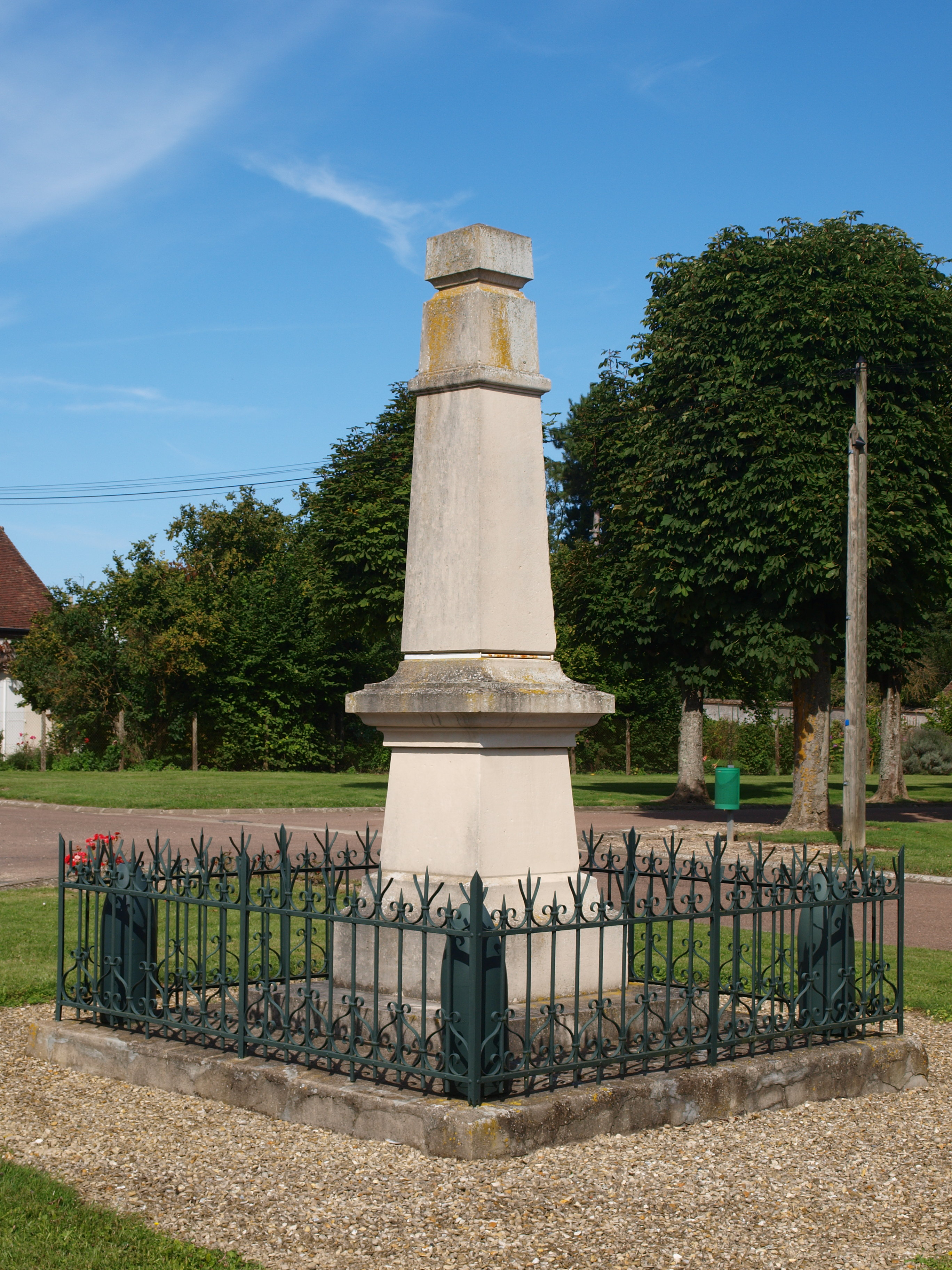

## Démographie
| 1793 | 1800 | 1806 | 1821 | 1831 | 1836 | 1841 | 1846 | 1851 |
| ---- | ---- | ---- | ---- | ---- | ---- | ---- | ---- | ---- |
| 234  | 223  | 226  | 236  | 222  | 227  | 248  | 231  | 234  |

| 1856 | 1861 | 1866 | 1872 | 1876 | 1881 | 1886 | 1891 | 1896 |
| ---- | ---- | ---- | ---- | ---- | ---- | ---- | ---- | ---- |
| 242  | 259  | 241  | 220  | 233  | 222  | 228  | 224  | 213  |

| 1901 | 1906 | 1911 | 1921 | 1926 | 1931 | 1936 | 1946 | 1954 |
| ---- | ---- | ---- | ---- | ---- | ---- | ---- | ---- | ---- |
| 204  | 208  | 204  | 185  | 204  | 174  | 165  | 176  | 166  |

| 1962 | 1968 | - | - | - | - | - | - | - |
| ---- | ---- | - | - | - | - | - | - | - |
| 151  | 132  | - | - | - | - | - | - | - |